# Symphyotrichum gypsophilum
Symphyotrichum gypsophilum là một loài thực vật có hoa trong họ Cúc. Loài này được (B.L.Turner) G.L.Nesom miêu tả khoa học đầu tiên năm 1994.